# Mónica Rodríguez (astrofísica)
Mónica Rodríguez Guillén (Petrel, 1969) es una astrofísica y cosmoquímica española radicada en México cuya investigación incluye la composición química de las nubes interestelares, incluidas las regiones H II y las nebulosas planetarias. Se desempeña como investigadora en el Instituto Nacional de Astrofísica, Óptica y Electrónica (INAOE).

## Biografía
Nació en 1969 en Petrel en España. Estudió astrofísica como licenciatura en la Universidad de La Laguna en Tenerife antes de viajar a Inglaterra como becaria Erasmus en el University College de Londres, donde obtuvo una licenciatura en 1992. Regresó a La Laguna para realizar estudios de doctorado en astrofísica, completando su doctorado en 1998. Su tesis doctoral, La abundancia de hierro en regiones H II galácticas, fue dirigida por el astrónomo mexicano, Guido Münch.
Se convirtió en investigadora del Instituto Nacional de Astrofísica, Óptica y Electrónica (INAOE) en 2000. Es miembro de la Academia Mexicana de Ciencias.